# Allophylus mollis
Allophylus mollis là một loài thực vật có hoa trong họ Bồ hòn. Loài này được (Kunth) Radlk. mô tả khoa học đầu tiên năm 1890.